# لاسلو ميري
لاسلو ميري (بالمجرية: Mérő László)‏ (تلفظ مجرية: /ˈme:rø:ˈlaːslo:/؛ نفساني مجري ولد في 11 من ديسمبر 1949م)

## السيرة
بدأ حياته المهنية في عام 1974.
حصل على ماجستير في علم النفس.

## من أعماله
- Ways of Thinking : The Limits of Rational Thought and Artificial Intelligence, 1990. (ردمك 981-02-0266-0)(بالإنجليزية)
- Moral Calculations : Game Theory, Logic and Human Frailty, 1998, (ردمك 0-387-98419-4))(بالإنجليزية)
- Rubik’s Puzzles : The Ultimate Brain Teaser Book, 2000. (ردمك 1-85868-790-X))(بالإنجليزية)
- Mérő, László. The Logic of Miracles, Yale University Press, New Haven, CT, 2018.(بالإنجليزية)
- 2020 «منطق المعجزات»، عن دار البيروني للنشر والتوزيع في عمان، وهو من تأليف «لازلو ميرو»، وبترجمة لأحمد كرم الشلبي